# Castilleja coccinea
Castilleja coccinea är en snyltrotsväxtart som först beskrevs av Carl von Linné, och fick sitt nu gällande namn av Spreng.. Castilleja coccinea ingår i släktet målarborstar, och familjen snyltrotsväxter. Inga underarter finns listade i Catalogue of Life.

## Bildgalleri

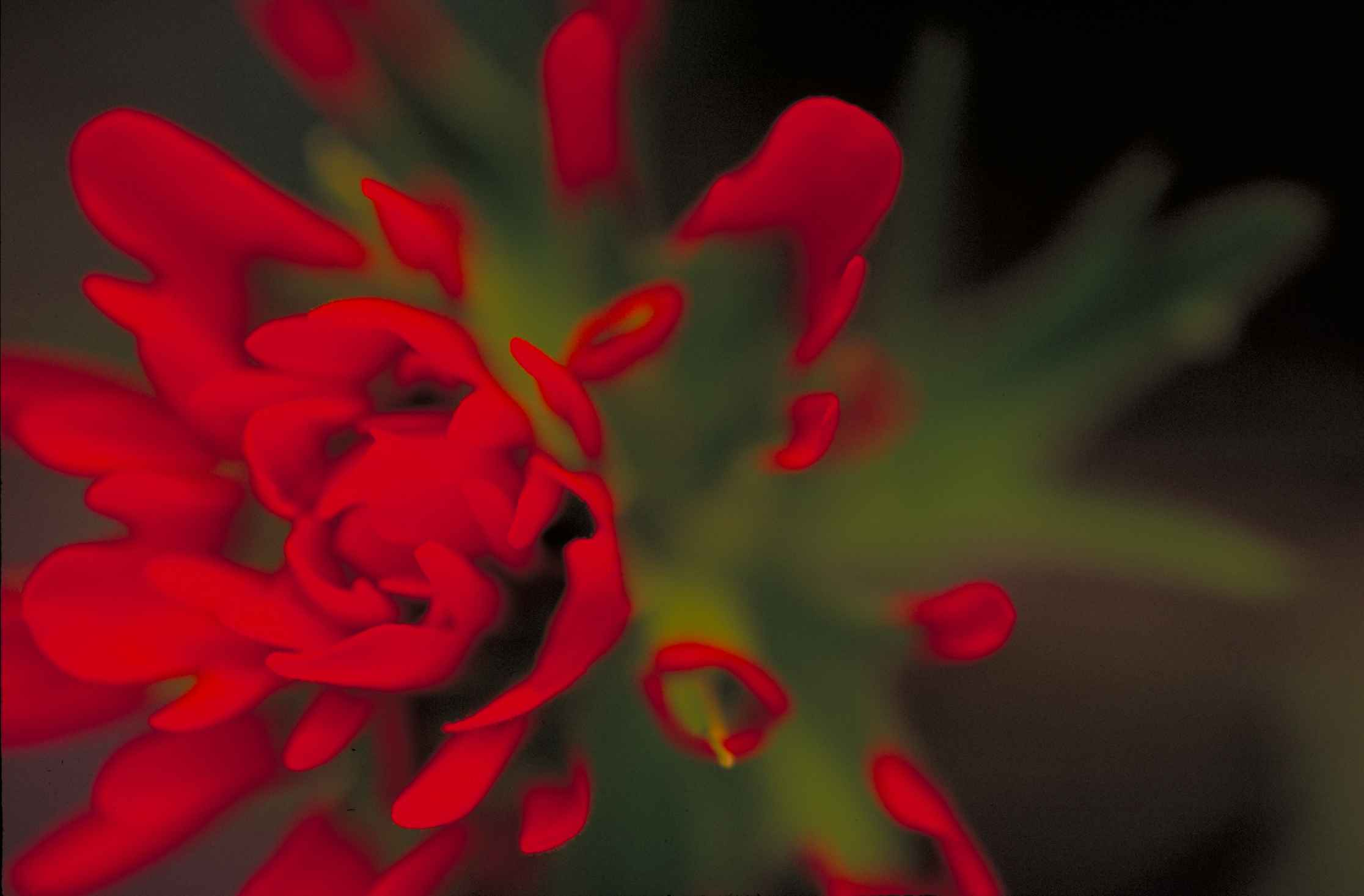
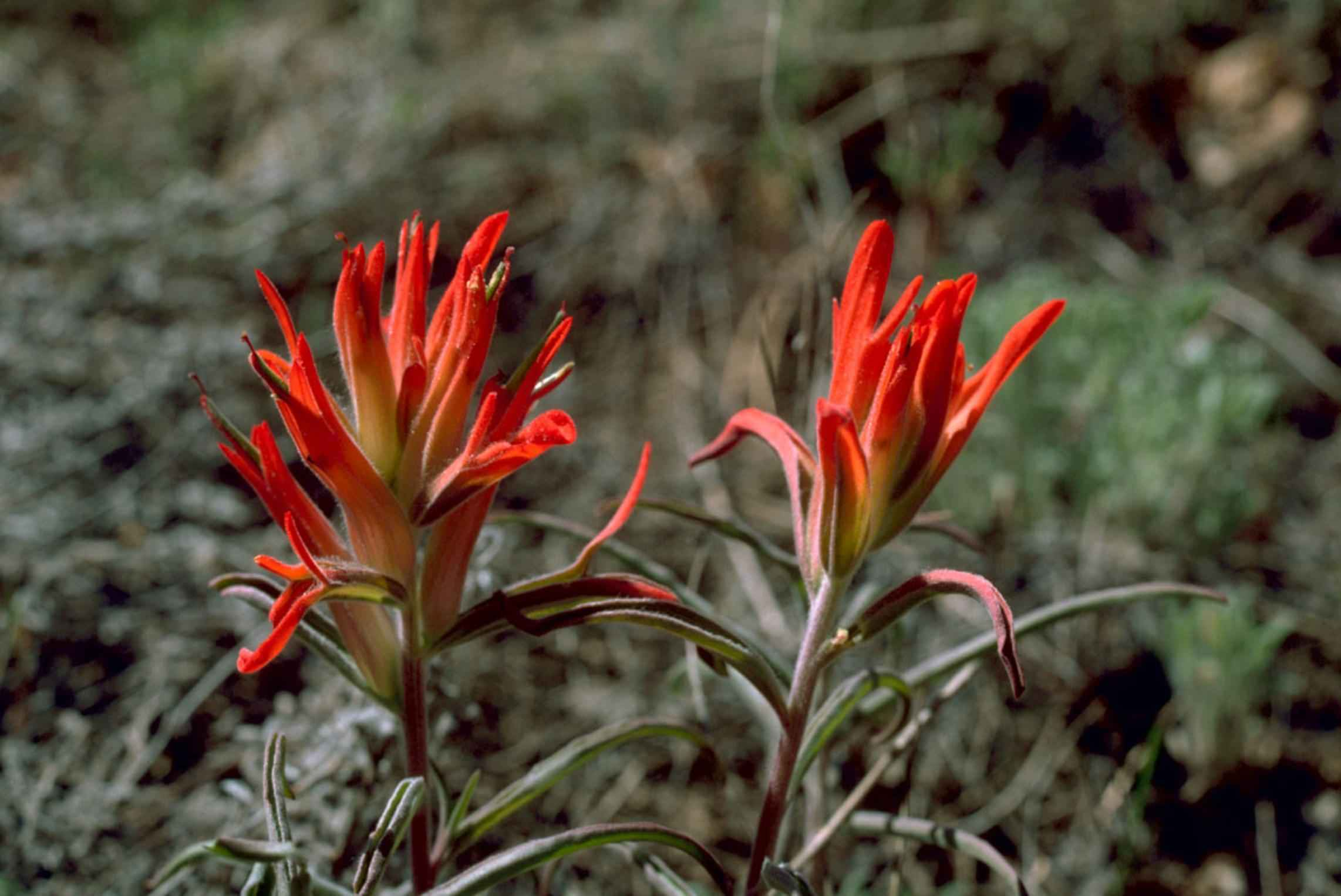
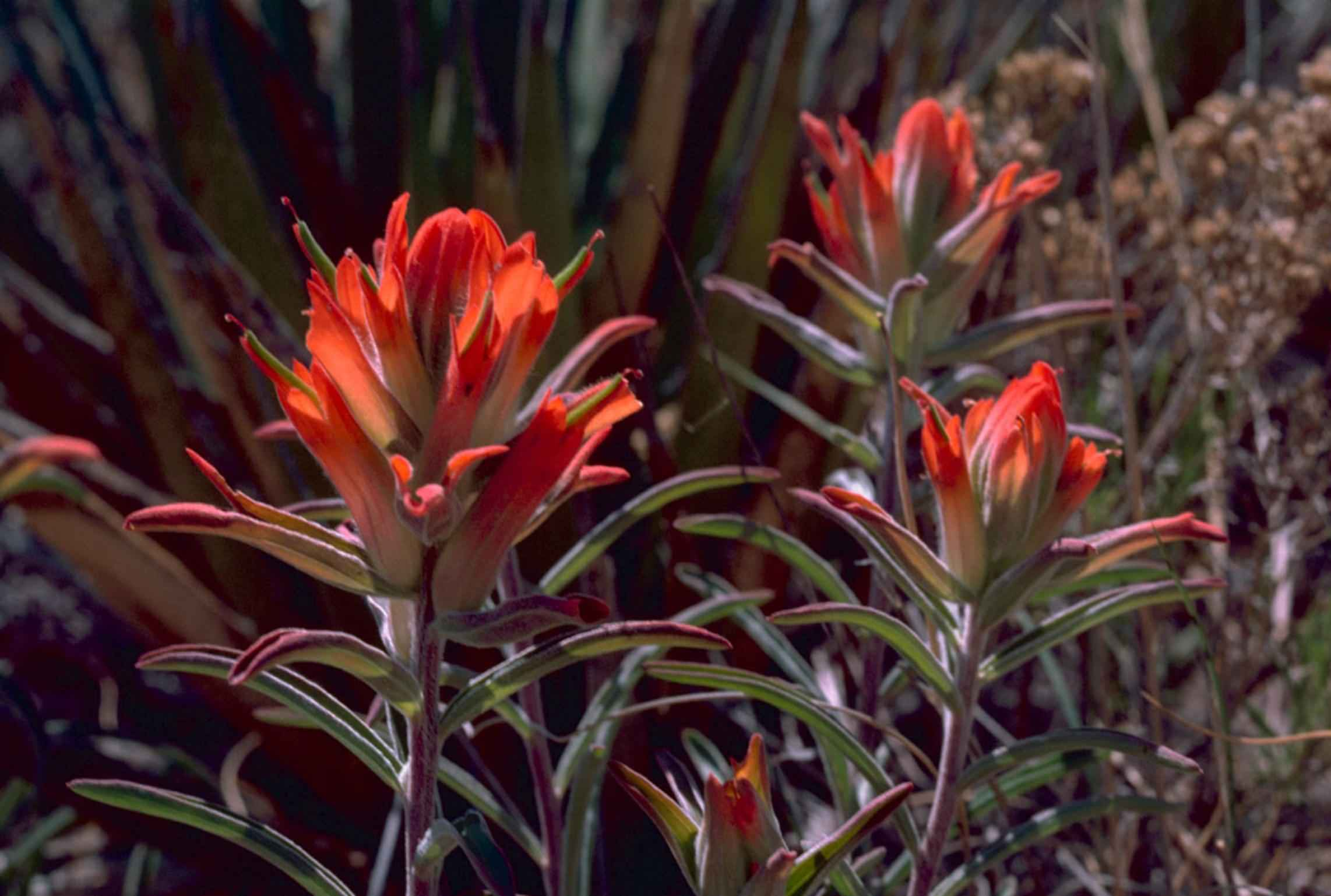
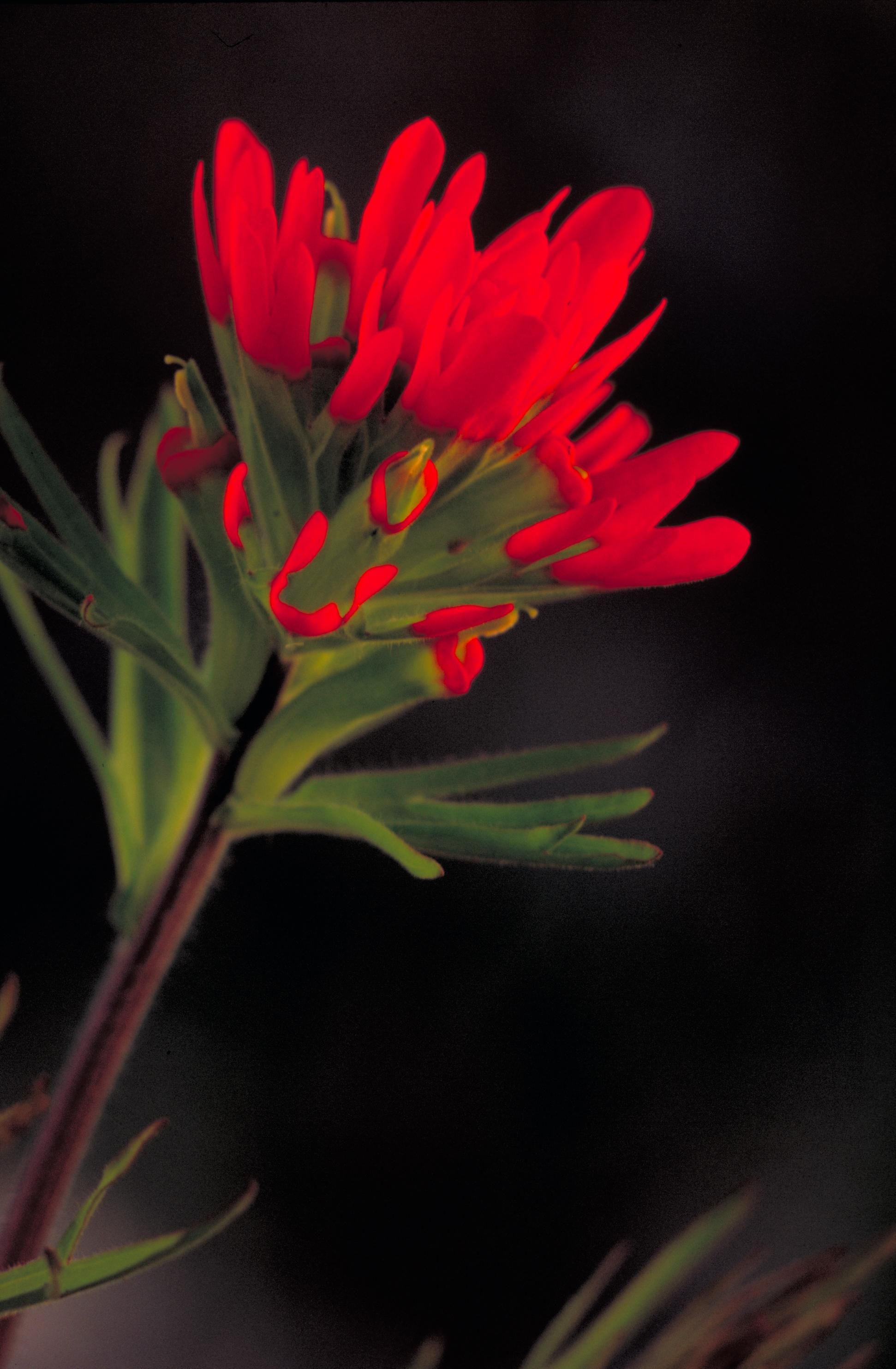
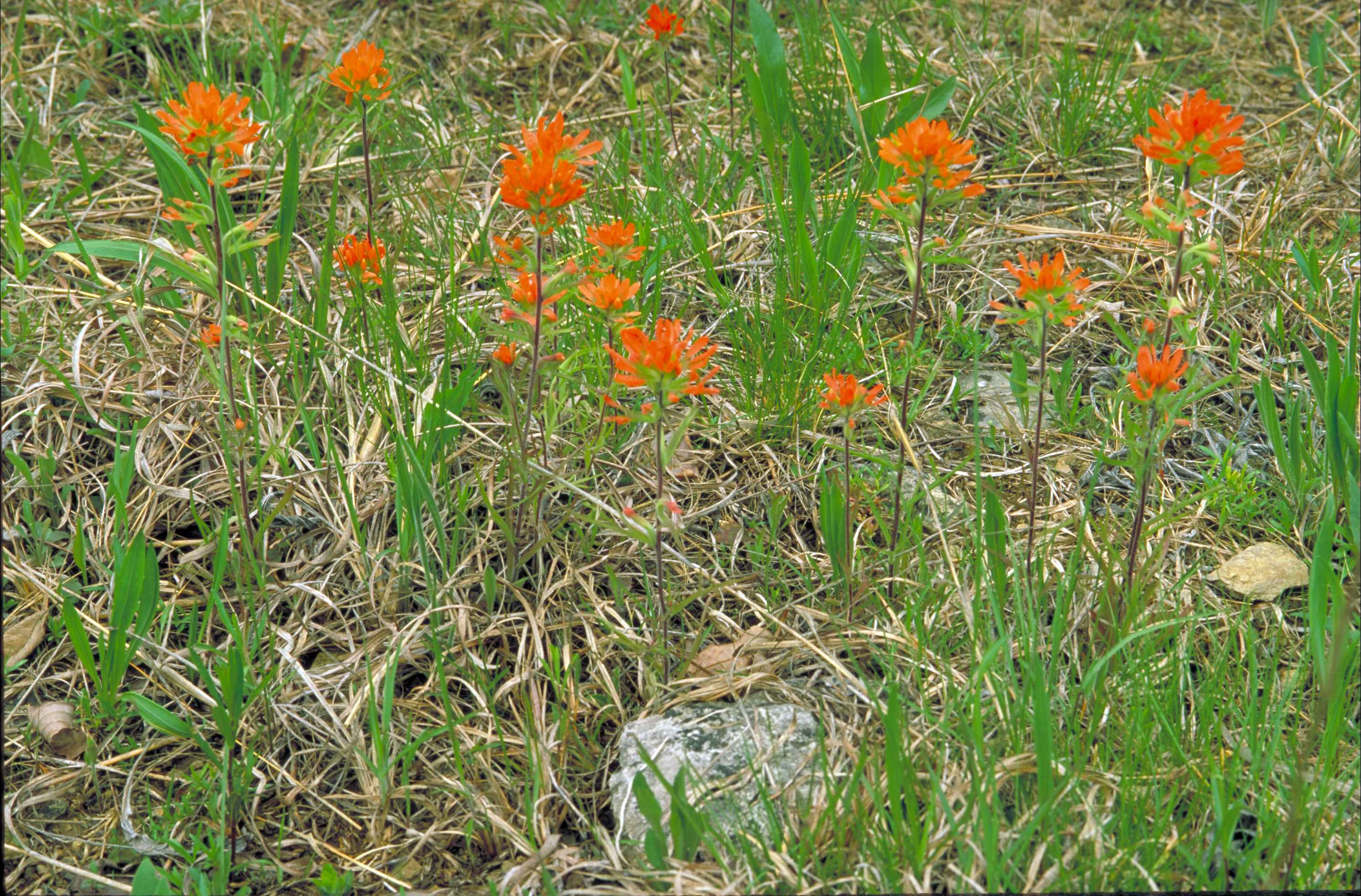